# کارلس مارکو ویناس
کارلس مارکو ویناس (انگلیسی: Carles Marco؛ زادهٔ ۲۳ سپتامبر ۱۹۷۴) بازیکن بسکتبال اهل اسپانیا است.
از باشگاه‌هایی که در آن بازی کرده‌است می‌توان به باشگاه بسکتبال رئال بتیس، باشگاه بسکتبال مانرسا، باشگاه بسکتبال یوونتوت بادالونا، و باشگاه بسکتبال ساراگوسا اشاره کرد.
وی در مسابقات کشوری و بین‌المللی در مجموع برندهٔ ۱ مدال طلا، ۱ مدال نقره، ۱ مدال برنز شده‌است.